# Groupement de soutien de la base de défense de Brive-la-Gaillarde
Le groupement de soutien de la base de défense de Brive-la-Gaillarde (GSBdD BLG) est un organisme militaire interarmées du service du commissariat des armées créé le 1er janvier 2011. Son rôle est de soutenir dans le domaine de l'administration générale et du soutien courant, toutes les unités militaires stationnées dans le périmètre de la base de Défense.
Son état-major, est depuis septembre 2011 situé au sein de la caserne lieutenant-colonel Laporte, sur la commune de Brive-la-Gaillarde.